# New Utopia
La Principauté de New Utopia est un projet de micronation créé par Lazarus Long (de son vrai nom, Howard Turney).
| \| Localisation sur la carte des Caraïbes \| Localisation sur la carte des Caraïbes. |
| Localisation sur la carte des Caraïbes                                               |

## Le fondateur
Howard Turney fait la connaissance de l'hormone de croissance par un médecin qui lutte contre le vieillissement. Il est si impressionné par les résultats qu'il s'en fait le promoteur et créé en février 1993 un centre de remise en forme, l'"El Dorado Clinic", à Playa del Carmen au Mexique. En 1995, il prend le nom de Lazarus Long, en référence à un personnage des romans de Robert A. Heinlein qui, grâce à plusieurs traitements de rajeunissement, vit des centaines d'années puis devient immortel. En 1995, il ferme la clinique en refusant la corruption de fonctionnaires locaux et revient aux États-Unis.

## Redécouverte de l'atoll Misteriosa
En 1995, Long fait une croisière dans  les Caraïbes et découvre l'atoll submergé de Misteriosa Bank (en), à 380 km du Mexique, 345 du Honduras et 320 de Cuba. Il annonce alors y créer sa nation "New Utopia", un endroit où un gouvernement ne lui dirait pas ce qu'il peut faire ou pas. Long ne fait que reprendre une idée qui date de 1968 et de l'Opération Atlantis.

## Un projet financier
Le modèle social et le système d'échange sont hyper-capitalistes, s'inspirant des écrits de Heinlein, Ayn Rand, Napoleon Hill, Dale Carnegie et Adam Smith. Long promet une clinique bien meilleure que la Mayo Clinic, un casino inspiré de celui de Monte-Carlo et "un centre de remise en forme hyper-luxueux". Les résidents vivraient dans l'un des 642 appartements et copropriété qui seraient construits. Ce serait un paradis fiscal avec tous les services payés par une taxe de 20% sur les biens de consommation importés.
Le projet est rendu public aux États-Unis et en Europe à travers plusieurs articles (sites Internet de Bloomberg Businessweek, Wired News) qui dénoncent une arnaque.
Long monte un site Internet pour promouvoir un projet de construction sur des plates-formes à Misteriosa Bank,,. Il propose 350 millions de dollars en obligations non déclarées et promeut un programme de contrôle des changes avec un rendement jusqu'à 200%.
Securities and Exchange Commission dénonce "un programme frauduleux à l'échelle d'Internet" et que Long "fait des fausses déclarations et des omissions concernant l'avancée du projet, les entreprises partenaires, la sécurité de l'investissement, et l'état de l'enquête de la Commission dans ses activités".
Dans le procès que lui intente le SEC, Lazarus Long est condamné en 2000 à rembourser ceux qui ont investi, soit 24 000 dollars. Mais Long est incapable de payer. Cependant il maintient le projet de New Utopia et offre la citoyenneté à tout contributeur à hauteur de 10 000 dollars (puis plus simplement 1 500).
En 2005, pour sa série documentaire How to Start Your Own Country sur les micronations diffusée par BBC Two, Danny Wallace interroge le "consul de Royaume-Uni" qui affirme que la souveraineté du pays a été reconnu comme "Principauté de Thaumaturgie". New Utopia a reçu un soutien financier de la part du Vanuatu.
Lazarus Long meurt le 26 avril 2012. Le projet reste en dormance quelques années, mais n'est pas abandonné. Sa veuve prend le titre de Princesse Maureen et, avec leur fille Elizabeth, relance New Utopia, annonçant qu'il sera effectif en 2021.